# Copăceni (gmina Racovița)
Copăceni – wieś w Rumunii, w okręgu Vâlcea, w gminie Racovița. W 2011 roku liczyła 459 mieszkańców.